# Kleopatra Thea

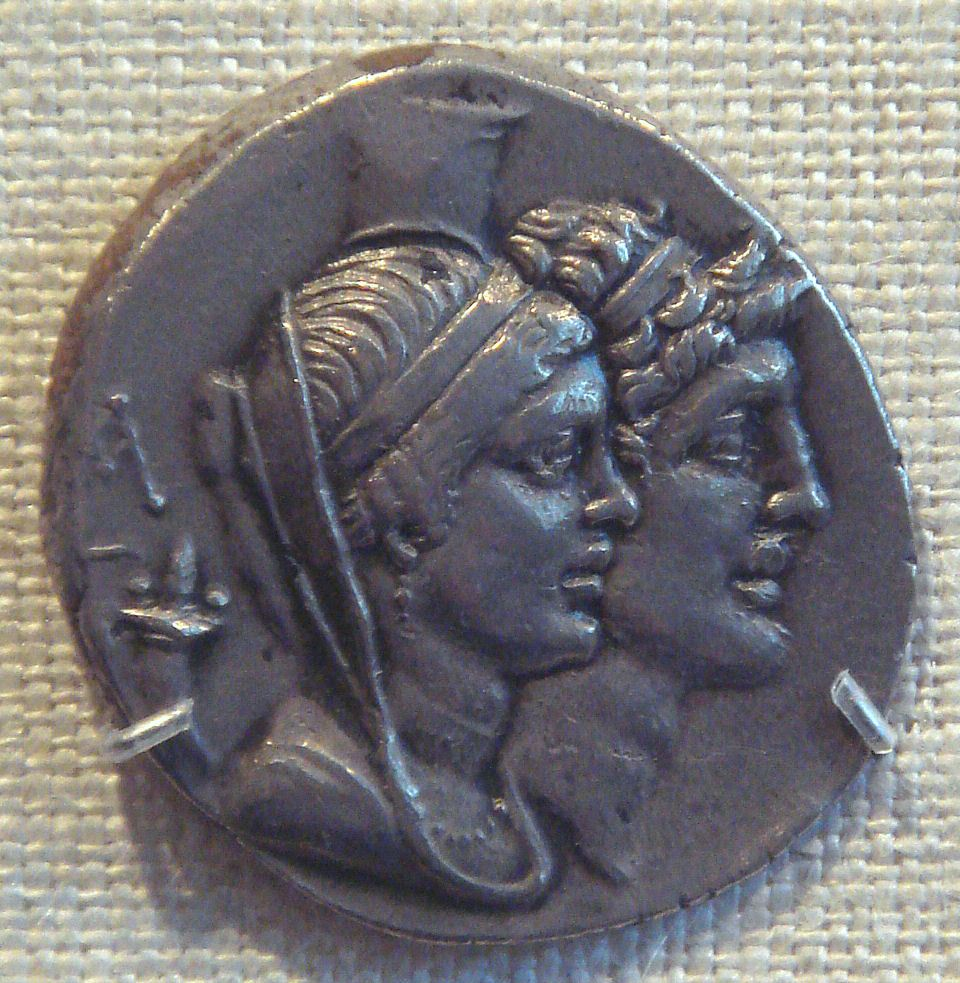
Kleopatra Thea och Alexander Balas.

Kleopatra Thea ("Gudinnan Kleopatra"), född cirka 164, död 121 f.Kr., var 
drottning i det seleukidiska riket från 150 f.Kr till sin död. Hon var medregent med sin son Antiochos VIII från 125 till 121 f.Kr.. Hon var gift med de seleukidiska kungarna Alexander Epifanes, Demetrios II och Antiochos VII.

## Biografi
Kleopatra Thea var dotter till Ptolemaios VI och Kleopatra II. 
År 150 f.Kr gifte hon sig för första gången med Alexander Epifanes. 
Hon gifte sig 145 f.Kr för andra gången med Demetrios II. År 139 f.Kr tillfångatogs Demetrios i strid av partherna. Kleopatra äktade två år senare hans bror Antiochos VII. 
År 129 f.Kr. dog Antiochos VII i strid mot parterna. Vid samma tidpunkt blev Demetrios frisläppt och kunde återvända till både maka och rike. 
Demetrios blev sedermera indragen i ett inbördeskrig. Han avled 125 f.Kr och Kleopatra misstänktes för att ha mördat honom. I hans ställe satte hon deras son Seleukos V, vilken hon räknat med att kunna kontrollera. När hon misslyckades och han försökte överta den reella makten lät hon mörda honom och förklarade öppet sig själv som regent. 
För att legalisera sitt maktövertagande tog hon en annan av sin söner, Antiochos VIII Grypos, till formell medregent. För att förbättra förhållandet till Egypten arrangerade hon ett äktenskap mellan sin son Grypos och sin syster- och brorsdotter Tryphaena av Egypten. Grypos blev svårare att dominera då han blev äldre och visade tecken på att själv vilja överta makten. För att förhindra detta beslöt hon att mörda honom, och välkomnade honom en dag hem från jakten med en bägare vin. Eftersom detta var en ovanlig gest, blev Grypos misstänksam och bad henne dricka ur glaset själv. Då hon vägrade, tvingade han henne att göra det, vilket förorsakade hennes död. 

## Barn
Barn med Alexander Epifanes: 
1. Antiochos VI Dionysos

Barn med Demetrios II: 
1. Seleukos V Filometor
2. Antiochos VIII Grypos

Barn med Antiochos VI:
1. Laodike (?)
2. Antiochos IX Kyzikenos